# Tiffany Hayes
Tiffany Hayes (* 20. September 1989 in Winter Haven, Florida) ist eine US-amerikanisch-aserbaidschanische Basketballspielerin der nordamerikanischen Profiliga Women’s National Basketball Association (WNBA).

## Karriere
Vor ihrer professionellen Karriere in der WNBA spielte Hayes von 2008 bis 2012 College-Basketball für die UConn Huskies der University of Connecticut, mit denen sie 2009 und 2010 die NCAA-Meisterschaft gewann.
Sie wurde beim WNBA Draft 2012 an 14. Stelle von den Atlanta Dream ausgewählt und in ihrer ersten Saison ins WNBA All-Rookie Team berufen. Fortan entwickelte sie sich zu einer Leistungsträgerin bei den Atlanta Dream und wurde 2017 erstmals WNBA All-Star sowie 2018 ins All-WNBA First Team gewählt.
Zur Saison 2023 wechselte sie zu den Connecticut Sun und gab nach der Saison ihren Rücktritt aus der WNBA bekannt. Im Mai 2024 kehrte sie aber wieder zurück und spielte eine Saison für die Las Vegas Aces, in der sie zum WNBA Sixth Player of the Year gewählt wurde.
Seit 2025 spielt Hayes für die Golden State Valkyries, das neue Expansion-Team der Liga.
Im Laufe ihrer bisherigen WNBA-Karriere erzielte Tiffany Hayes unter anderem die folgenden Erfolge und Auszeichnungen:
- WNBA All-Rookie Team 2012
- WNBA All-Star 2017
- All-WNBA First Team 2018
- WNBA Sixth Player of the Year 2024

### Unrivaled
Tiffany Hayes nahm Anfang 2025 als Spielerin des Teams Laces BC an der Premieren-Saison der neu gegründeten 3×3-Basketball-Liga für Frauen Unrivaled teil.

## Nationalmannschaft
Tiffany Hayes nahm 2015 die aserbaidschanische Staatsbürgerschaft an und spielte für Aserbaidschan im 3×3-Basketball bei den Europaspielen 2015 sowie bei den Olympischen Spielen 2024.